# Fernand Baudin
Fernand Baudin (Bachte-Maria-Leerne, 1918 – Grez-Doiceau, 18 juli 2005) was een Belgisch boekvormgever, auteur en typograaf. In 1984 kende de jury van de "Grands Prix de la Société des Gens de Lettres de France" hem de "Prix exceptionnel du Comité" toe voor zijn handboek La typographie au Tableau noir.
Hij speelde een belangrijke rol in de internationale wereld van het grafisch ontwerp. Zijn meest bekende boeken over grafisch ontwerp waren: How Typography Works (And why it is important) and L'Effet Gutenberg. Ook doceerde hij grafisch ontwerp aan de Nationale Hoogere School voor Bouwkunst en Sierkunsten te Brussel (Ter Kameren), en later aan het Nationaal Hoger Instituut voor Bouwkunst & Stedebouw te Antwerpen. 
Als eerbetoon voor zijn belangrijke invloed in de geschiedenis van het boek, werd zijn naam gebruikt voor de Prix Fernand Baudin, de onderscheiding voor de best vormgegeven boeken uit Brussel en Wallonië.  

## Biografie
Fernand Baudin was de zoon van een hotelier-restauranthouder uit Gent. De jonge Baudin toonde al vroeg belangstelling voor kunst en lectuur. In zijn prille jeugd kwam hij in conflict met zijn vader, die zei dat hij niet iemand nodig had met hersens, maar liever iemand die de handen uit de mouwen kon steken. In 1936 verhuisde het gezin naar Brussel. Hier kwamen ze tot het akkoord dat Fernand de avondcursus aan de Academie van Elsene (Brussel) mocht volgen en overdag kon hij werken als leerjongen-tekenaar bij de drukkerij Tilbury. 
Op 19-jarige leeftijd ontdekte hij de school van Ter Kameren, officieel de Nationale Hoogere School voor Bouwkunst en Sierkunsten. Hier volgde hij de klas boekversiering.
Na legerdienst, mobilisatie en gevangenschap in Duitsland kon hij in 1941 zijn studie verderzetten.
Tijdens zijn carrière als boekvormgever werd Baudin lid van selecte gezelschappen als de Wynkyn de Worde Society in Londen. Zijn vele relaties bezorgden hem uitnodigingen om lezingen te geven, vooral in Engeland en de Verenigde Staten. Hij was lid van internationale typografische vakverenigingen zoals ATypI (Association Typographique Internationale) en Les Rencontres internationales de Lure. Baudin onderhield een uitgebreide correspondentie met bevriende typografen zoals Stanley Morison, Gerrit Noordzij, Rosemary Sassoon, Nicolete Gray, John Dreyfus en anderen.
Fernand Baudin overleed op 18 juli 2005.

## Werk
De leesbaarheid is het eerste en voornaamste streefdoel van Baudin. Een tekst moet door zijn "visualisering" uitnodigen tot lezen. Hij heeft zich nooit voorgesteld als kunstenaar, maar als technicus in dienst van de lezer. Baudin geloofde niet in de enorme mogelijkheden van de computer en de grote waaier aan lettertypen.
Hij doneerde zijn volledige bibliotheek en archieven aan de Université libre de Bruxelles in 2002, wat leidde tot de creatie van het Fonds Fernand Baudin. Het Fonds bevat meer dan 50 mappen met zijn correspondentie uit de tweede helft van de 20ste eeuw, samen met manuscripten en artikels die hij schreef tijdens diezelfde periode.